# Burg Hohbarr
Die Burg Hohbarr (französisch: Château du Haut-Barr) ist die Ruine einer Felsenburg nahe Saverne (deutsch: Zabern) im Elsass.

## Lage
Hohbarr wurde auf und zwischen drei Felsen südwestlich von Zabern erbaut. Die Lage bietet einen strategisch günstigen Ort für eine befestigte Anlage. Sie thront auf rund 470 m Höhe über dem bewaldeten Tal der Zorn.
Bei günstigem Wetter ist von der Burg aus das Straßburger Münster sichtbar, daher trägt sie auch den Beinamen Auge des Elsass.

## Beschreibung
Die Burgruine hat eine längliche Form.
Die Burgkapelle St. Nikolaus weist ein romanisches Schiff und einen gotischen Chor auf.

## Geschichte
Im Jahr 1123 wurde die Burg als Besitz der Straßburger Bischöfe erwähnt. Bis ins 14. Jahrhundert wurde sie mehrmals erweitert. 1394 wurde Hohbarr an Egenolf von Lützelburg und Genossen verpfändet, diente jedoch bis ins 17. Jahrhundert den Bischöfen als Residenz. 1583 wurde im Auftrag von Bischof Johann IV. von Manderscheid-Blankenheim eine vollständige Erneuerung und Verstärkung der Burg vorgenommen.
Im Dreißigjährigen Krieg wurde die Felsenburg geschleift. Nachdem zu Beginn des 18. Jahrhunderts trotz Planung keine größeren Ausbesserungen an der Burg vorgenommen wurden, besetzten Panduren sie 1744. Mehr als ein halbes Jahrhundert später gelangte sie in Besitz von Adligen. Seit 1878 ist sie jedoch Staatseigentum.